# 7 cm Gebirgsgeschütz M. 99
Il 7 cm Gebirgsgeschütz M. 99 era un cannone da montagna austro-ungarico, impiegato durante la prima guerra mondiale.

## Storia
Come tutti gli eserciti europei, anche quello austro-ungarico entrò nella Grande Guerra con un parco di artiglieria per la maggior parte obsoleto. Questo pezzo ne è un esempio, in quanto, pur se introdotto in servizio alle soglie del XX secolo, rappresentava per così dire l'apice dello sviluppo del cannone di epoca napoleonica. Oltre ad essere totalmente obsoleto per il suo affusto rigido e la canna in bronzo, risultava sostanzialmente inferiore dal punto di vista prestazionale rispetto al coevo ed altrettanto superato 70A italiano. L'assenza di un freno di sparo si spiegava con il fatto che i sistemi fino ad allora sviluppati erano ancora troppo pesanti ed ingombranti per un cannone che doveva essere someggiato o portato a spalla ad alte quote. Fu realizzato in 300 esemplari, che allo scoppio della Grande Guerra equipaggiavano solo 20 batterie da montagna.
Come gap filler fino all'introduzione di materiale più moderno come il Škoda 7,5 cm Vz. 1915, prima della guerra erano state sviluppate, con scarso successo, delle versioni a deformazione del M. 99, denominate 7 cm Gebirgsgeschütz M. 8 e M. 9. Queste armi usavano la stessa canna e lo stesso munizionamento del M. 99, ma erano dotate di scudo e freno di sparo, che portavano il peso rispettivamente a 402 e 456 kg. Per il trasporto venivano scomposti in quattro e cinque carichi rispettivamente.

## Tecnica
La canna era in bronzo, con otturatore eccentrico a vite interrotta. Le munizioni erano a cartoccio-proietto. L'affusto a ruote di tipo rigido, a coda unica, era in ferro, con ruote in legno. L'elevazione era ottenuta agendo su un vitone sotto la culatta. Sulla coda dell'affusto era installato un vomero con molla per l'assorbimento del rinculo, ma l'arma doveva comunque essere rimessa in batteria dopo ogni tiro. Questo, unito all'assenza di sistema di mira moderni, ne limitava la gittata a 4,8 km. Il pezzo, che pesava in batteria solo 314 kg, poteva essere scomposto in tre carichi per il someggio.